# Thomas Wentworth, 1:e baron Wentworth
Thomas Wentworth av Nettlestead, född 1501 och död 3 mars 1551, var en engelsk betitlad adelsman som gjorde adlig karriär under Huset Tudors regering på 1500-talet i England.
Thomas far, Sir Richard Wentworth, var de jure 5th Baron le Despencer, och hans mor Anne var dotter till Sir James Tyrrell, den påstådda mördaren av the Princes in the Tower. Han hade två bröder, Philip och Richard, och fem systrar, Anne, Elizabeth, Dorothy, Margery och Thomasine. Han var också brorson till Margery Wentworth, som var mor till Jane Seymour.
Omkring år 1500 gifte sig Thomas Wentworth med Margaret Fortescue, äldsta dotter till Sir Adrian Fortescue
1523 medföljde Wentworth  Charles Brandon, 1st Duke of Suffolk i dennes misslyckade invasionsförsök av Frankrike, och slogs efteråt till riddare av Brandon. 1529 upphöjdes Wentworth till 1:e Baron Wentworth. 1536 var han närvarande vid rättegången mot Anne Boleyn. 
1550 blev Wentworth Lord Chamberlain (Lordkammarherre) till Edward VI och avled året efter.
Begravningsceremonin hölls i Westminster Abbey, och Thomas Wentworth begravdes i Johannes döparens kapell.
Barontiteln ärvdes av hans äldsta son, Thomas Wentworth, 2:e baron Wentworth